# Paranoia Agent
Paranoia Agent (妄想代理人 Mōsō dairinin) est un anime japonais en 13 épisodes de 25 minutes, créé en 2004 par Seishi Minakami, réalisé par Satoshi Kon et diffusé sur WOWOW. En France, la série est diffusée sur MCM depuis 1er septembre 2007 et elle est distribuée en DVD par la société Dybex. Elle est également diffusée depuis le 7 avril 2011 sur la chaîne Nolife en VOST.

## Synopsis
Tsukiko Sagi est créatrice dans une grande entreprise et a connu le succès grâce à une de ses peluches, Maro-mi. En rentrant de son travail, elle est attaquée par un mystérieux enfant, coiffé d'une casquette, armé d'une batte de baseball et chaussé de rollers dorés : Shônen Bat (littéralement : le gamin à la batte). D'autres personnages hauts en couleur sont à leur tour victimes de cet étrange voyou.

## Style
- Si vous ne connaissez pas le sujet, laissez ce bandeau (vous pouvez alors contacter les auteurs).
- Si vous supprimez le contenu mis en cause (vous pouvez préalablement contacter les auteurs),

argumentez précisément cette suppression dans la page de discussion
(un manque de référence n'est pas un argument ; une recherche réelle de référence doit avoir été effectuée, être formellement documentée).
Cette série surréaliste joue sur la frontière ténue entre réalité et rêve. Ainsi, chaque épisode à venir est présenté par un rêve prémonitoire cryptique et le générique de fin montre les personnages endormis autour d'un personnage de la série, le chien Maro-mi, sorte d'Hello Kitty canin. Du réalisme originel, la série glisse progressivement vers le fantastique au gré de personnages tourmentés qui, chacun à leur manière, imprègnent le récit (y compris graphiquement). Le stress, le surmenage, le culte de la réussite au détriment de l'accomplissement personnel semblent être le fil conducteur entre ces personnages délivrés par le coup de batte fatidique. Les thèmes du solipsisme, de la pensée créatrice se greffent au chamanisme traditionnel japonais (chaque personnage a ainsi un nom proche de celui d'un animal dans la version japonaise, véritable totem) et au shintoïsme. La critique de la société japonaise semble rappeler aux spectateurs que les rêves, pulsions, craintes et espoirs se manifestent avec d'autant plus de force qu'on les refoule. Satoshi Kon a expliqué dans la presse avoir voulu réaliser une série anti-suicide (un mal qui gangrène la société japonaise) exploitant sa fascination pour l'onirisme développé tout au long de sa carrière.

## Distribution

### Voix japonaises
- Daisuke Sakaguchi : Shônen Bat
- Mamiko Noto : Tsukiko Sagi
- Haruko Momoi : Maromi
- Toshihiko Seki : Maniwa
- Kenji Utsumi : Kawazu
- Kotono Mitsuishi :Harumi Chouno
- Mayumi Yamaguchi : Taira Yuuichi
- Nana Mizuki : Taeko Hirukawa
- Shozo Iizuka : Karino

### Voix françaises
- Sidonie Laurens : Maromi, Kamome
- Éric Peter : Keichi Ikari
- Éric Missoffe : Mitsuhiro Maniwa
- Sabrina Leurquin : Tsukiko Sagi, Taeko, Satoko
- Taric Mehani : Le gamin à la batte, Yuichi Takera, Makoto Kozuka, Hiroki
- Thierry Murzeau : Akio Kawasu
- Gilbert Lévy : Le vieil homme, Yoshio, Inukai
- Jessie Lambotte : Harumi Chono, Maria
- Nathalie Bleynie : La vieille femme SDF, Shogo Uchiyama, Misae Ikari
- Michel Raimbault : Akihiko Ryu
- Patrick Pellegrin : Masami Hirokawa
- Olivier Destrez : Makabe, Nobunaga
- Stéphane Ronchewski : Zebra, Osuma, Saruta
- Danièle Hazan : vieille femme
- Christelle Reboul : Mme Kamohara

## Fiche technique
- Auteur : Seishi Minakami
- Réalisation : Satoshi Kon
- Scénario : Seishi Minakami
- Animation : Studio Madhouse
- Production : Studio WOWOW
- Design des personnages : Masaji Ando
- Musique : Susumu Hirasawa

## Musique
La musique de Paranoia Agent a été composée par Susumu Hirasawa.
Générique d'ouverture
"Dream Island Obsessional Park" (夢の島思念公園, Yume no Shima Shinen Kōen) par Susumu Hirasawa
Générique de fin
"White Hill – Maromi's Theme" (白ヶ丘~マロミのテーマ, Shirogaoka ~ Maromi no tēma) par Susumu Hirasawa